# 宮崎温仙堂商店
株式会社宮崎温仙堂商店（みやざきおんせんどうしょうてん）は、長崎県諫早市に本社を置く、医薬品の卸売を主に行う企業である。
関連会社名には(株)温仙堂があり農業関連資材の卸売販売を行っている。

## 概要
- 本社：長崎県諫早市東小路町2-28
- 設立：1927年1月22日
- 売上高：345億円（平成19年度）

## 沿革
- 1896年5月：長崎市において宮崎孫六により「白梅」という銘柄の煙草の製造を開始。翌年4月、東京、大阪で販売開始。
- 1905年5月：専売制により煙草製造を廃業。
- 1906年11月3日：宮崎薬輔を開業。
- 1911年12月：宮崎温仙堂薬輔として家庭薬の製造を開始。
- 1927年1月22日：長崎県南高来郡島原町（現・島原市）で株式会社宮崎温仙堂を設立。
- 1932年10月：小売部門として宮崎温仙堂薬局を開業。
- 1935年11月：家庭薬の製造を廃業。
- 1942年：医薬品の製造業を廃止。
- 1972年6月：本社を諫早市に移転。
- 2023年：アルフレッサホールディングス株式会社の完全子会社。

## 事業所
- 長崎県：諫早本社、長崎支店、長崎北支店、五島支店、諫早支店、大村支店、島原支店、佐世保支店
- 佐賀県：佐賀支店、武雄支店
- 熊本県：天草支店

## 主要取引メーカー
- 武田薬品、アステラス製薬、住友製薬、エーザイ、第一三共、協和発酵、田辺製薬、明治製菓、中外製薬、日本化薬